# It’s All Happening
| Оценки критиков     | Оценки критиков |
| Источник            | Оценка          |
| ------------------- | --------------- |
| About.com           | [ 3 ]           |
| AllMusic            | [ 4 ]           |
| Chronicles of Chaos | 8/10            |
| MetalSucks          | [ 6 ]           |
| PopMatters          | (7/10)          |

It’s All Happening — дебютный альбом группы Iwrestledabearonce, вышедший 2 июня 2009 года на лейбле Century Media.
IWABO написали и записали альбом в течение 2008 по 2009 год, после подписания контракта с лейблом Century Media. После релиза 2 июня 2009 года было продано 4300 копий в США в первую неделю релиза, что позволило группе дебютировать на #121 строчке чарта Billboard 200. Альбом занял #1 позицию в чарте «Top New Artist Albums (Heatseekers)».
29 июня 2010 года группа перевыпустила альбом в 3-дисковом издании, включающее сам альбом, альбом ремиксов It’s All Remixed! и DVD.
Некоторые песни имеют названия из различных мультфильмов. Название песни «I’m Cold And There Are Wolves After Me» является цитатой из мультфильма «Симпсоны» (2 эпизод, 5 сезон).

## Список композиций
| №                   | Название                                 | Длительность |
| ------------------- | ---------------------------------------- | ------------ |
| 1.                  | «You Ain't No Family»                    | 3:46         |
| 2.                  | «White Water in the Morning»             | 3:51         |
| 3.                  | «Danger in the Manger»                   | 2:20         |
| 4.                  | «I'm Cold and There Are Wolves After Me» | 2:59         |
| 5.                  | «Tastes Like Kevin Bacon»                | 3:20         |
| 6.                  | «The Cat's Pajamas»                      | 3:23         |
| 7.                  | «Pazuzu for the Win»                     | 4:01         |
| 8.                  | «Black-Eyed Bush»                        | 2:28         |
| 9.                  | «Eli Cash vs. the Godless Savages»       | 3:56         |
| 10.                 | «See You in Shell»                       | 3:22         |
| Общая длительность: | Общая длительность:                      | 33:20        |

| №                   | Название                                 | Длительность |
| ------------------- | ---------------------------------------- | ------------ |
| 11.                 | «Danger in the Manger (Jimmy Urine Mix)» | 3:48         |
| Общая длительность: | Общая длительность:                      | 37:08        |

| №                   | Название                                                                     | Длительность |
| ------------------- | ---------------------------------------------------------------------------- | ------------ |
| 1.                  | «You Ain't No Family (DJ Danny Maverick Remix)»                              | 4:20         |
| 2.                  | «White Water in the Morning (DJ Rampue Remix)»                               | 3:43         |
| 3.                  | «Danger in the Manger (Jimmy Urine Remix)»                                   | 3:46         |
| 4.                  | «I'm Cold and There Are Wolves After Me (Rondo Remix)»                       | 5:59         |
| 5.                  | «Tastes Like Kevin Bacon (The Benjamin Wemman Remix)»                        | 3:19         |
| 6.                  | «The Cat's Pajamas (Invader's Remix by Latexxx Teens)»                       | 3:33         |
| 7.                  | «Pazuzu for the Win (A7ie Remix)»                                            | 4:57         |
| 8.                  | «Eli Cash vs. The Godless Savages (9millionwaystodie aka Dada Yakuza Remix)» | 5:36         |
| 9.                  | «See You in Shell (Alien Vampire Remix)»                                     | 5:28         |
| Общая длительность: | Общая длительность:                                                          | 40:41        |

## Участники записи
- Стивен Брэдли — гитара, клавиши, семплы
- Дэйв Бранч — бас-гитара
- Криста Кэмерон — вокал
- Джон Гэйни — гитара, клавиши, семплы
- Майки Монтгомери — барабаны, бэк-вокал

## Позиции в чартах
| Чарт                           | Позиция |
| ------------------------------ | ------- |
| U.S. Billboard 200             | 122     |
| U.S. Billboard Top Heatseekers | 1       |